# Aleš Debeljak
Aleš Debeljak, född 25 december 1961 i Ljubljana, död 28 januari 2016 nära Peračica i norra Slovenien, var en slovensk poet, kulturkritiker och essäist.

## Biografi
Aleš Debeljak föddes 1961 i Ljubljana. Han tog examen i litteraturvetenskap vid filosofiska fakulteten vid universitetet i Ljubljana 1985. Därefter studerade han i USA, där han doktorerade i kultursociologi vid universitetet i Syracuse 1989. Senare var han bl.a. stipendiat (Senior Fulbright fellow) vid Berkeley-universitetet.
Aleš Debeljak var aktiv i samhällsdebatten sedan 1980-talet. Han var en av redaktörerna för den kritiska alternativa tidskriften ”Nova Revija”. Han var också med i den socialliberala tankesmedjan ”Forum 21”, ledd av Sloveniens tidigare president Milan Kučan.
Aleš Debeljak var professor i kulturstudier vid fakulteten för sociala studier vid universitetet i Ljubljana. Han var gift med Erica Johnson Debeljak, amerikansk kolumnist och översättare. De fick tre barn och var bosatta i Ljubljana.

## Verk
Debeljek började skriva poesi som student. Han upptäcktes av poeten Veno Taufer, som hjälpte honom in i litteraturens värld. När hans första diktsamling kom ut ansåg poeten Tomaž Šalamun att Debeljak var den bäste av den nya generationen slovenska författare.
Kännetecknande för Aleš Debeljaks poesi är dess melankoli och en ny bekräftelse av traditionella värden, som familjen och Gud. Hans poesi genomsyras av ett upplysningstidens ideal om rätt och fel, gott och ont.
Debeljak var mycket produktiv. Förutom att han var poet och kulturkritiker var han också kolumnist för den viktigaste slovenska dagstidningen, Delo. Han gav ut sju diktsamlingar och tolv essäsamlingar. Hans verk är översatta till många språk. Själv översatte han bl.a. dikter av John Ashbury till slovenska, samt böcker om sociologi. Han var också redaktör för flera antologier.